# Lestodon
Genre
Lestodon est un genre fossile de paresseux terrestres d’Amérique du Sud, qui vivait au Pliocène et au Pléistocène.

## Historique
Lestodon a été décrit en 1855 par le paléontologue français Paul Gervais. Son nom signifie « dent de voleur ».

## Description
Lestodon mesurait 4 à 4,5 mètres de long et pesait jusqu'à 4 tonnes.

## Aire géographique
Des fossiles de Lestodon ont été trouvés en Argentine, Uruguay, Bolivie, au Paraguay, Brésil et Venezuela.

## Classification
Lestodon a été placé dans la famille des Mylodontidae à cause de la forme lobée de la dernière dent de sa denture. 

## Liste des espèces
- Lestodon antiquus Ameghino, 1885
- Lestodon armatus Gervais, 1855
- Lestodon australis Kraglievich, 1934
- Lestodon castellanosi Kraglievich, 1930
- Lestodon codorensis Linares, 2004
- Lestodon garrachicii Moreno, 1888
- Lestodon ortizianus Ameghino, 1891
- Lestodon paranensis Ameghino, 1889
- Lestodon rebuffoi Calcaterra, 1977
- Lestodon trigonidens Gervais, 1873
- Lestodon urumaquensis Linares, 2004

## Galerie

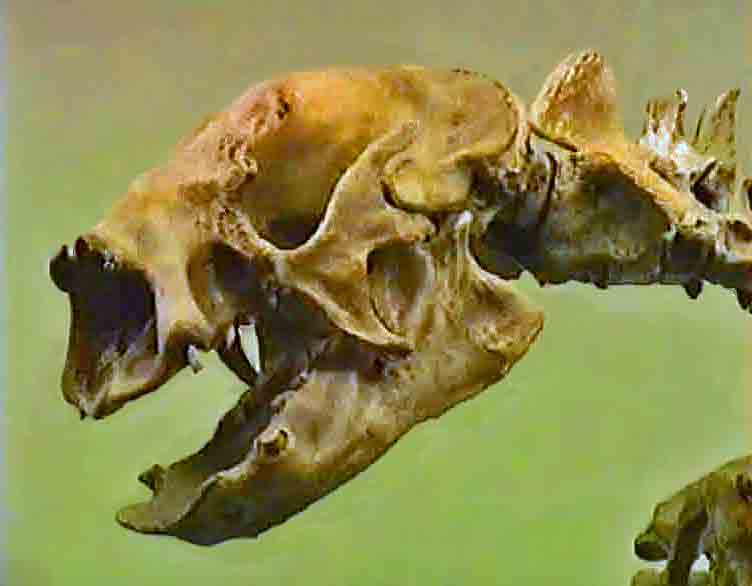
Crâne de Lestodon armatus, Musée d'histoire naturelle de Harvard
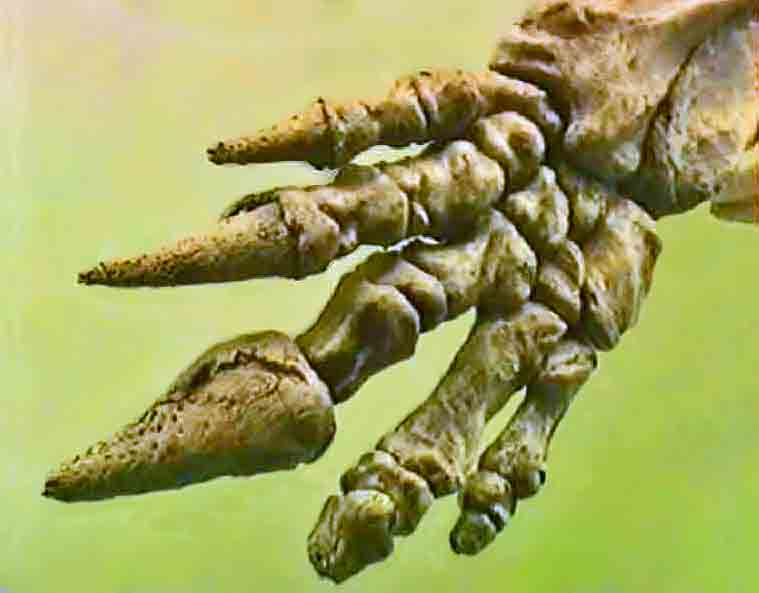
Phalanges de Lestodon armatus, Musée d'histoire naturelle de Harvard
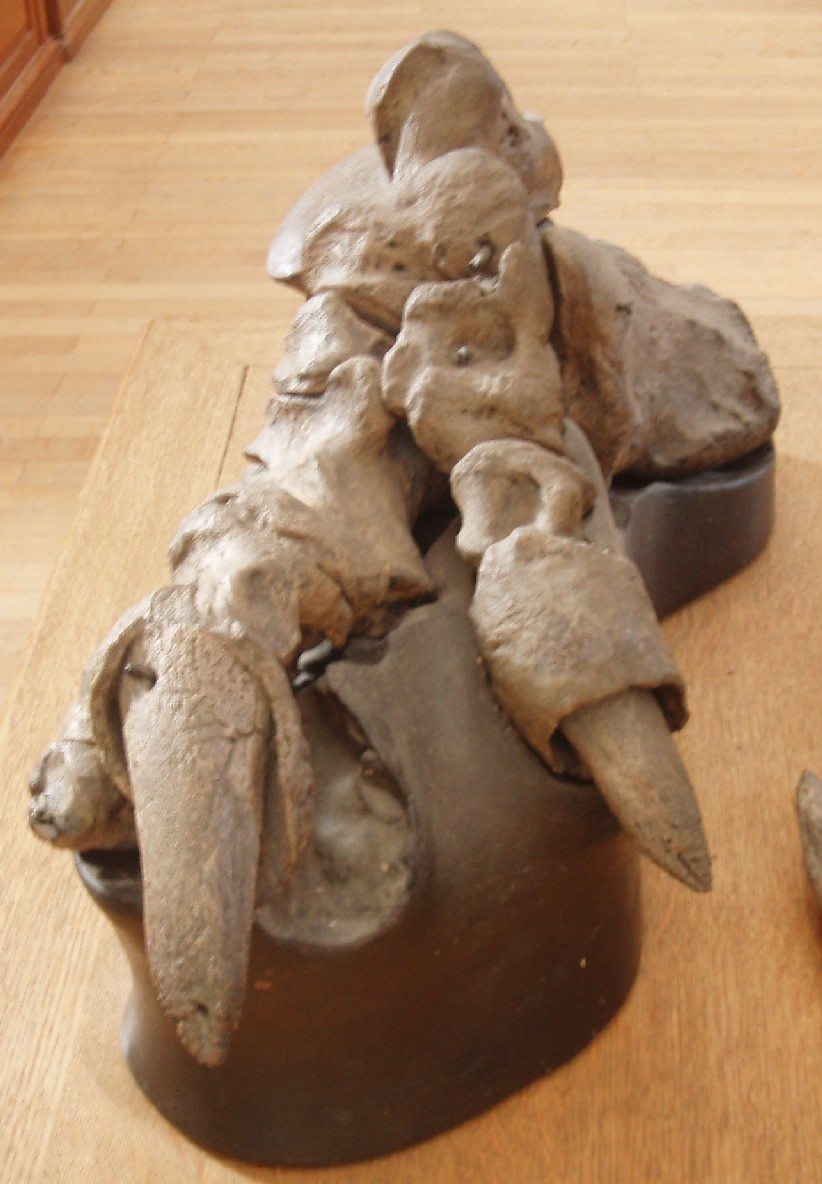
Pied droit de Lestodon armatus
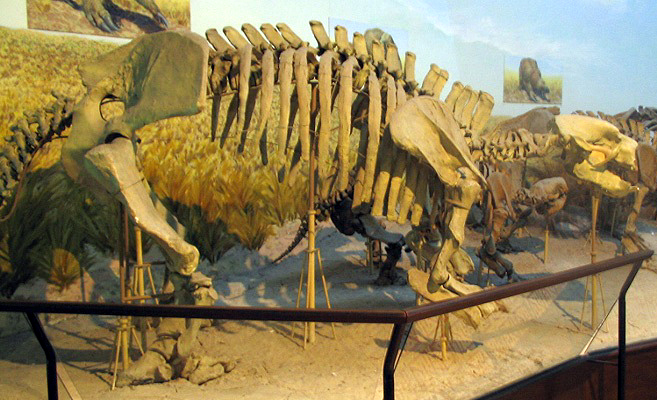
Squelette de Lestodon armatus, Musée de La Plata, Buenos Aires